# 中山路 (中壢區)
24°57′24″N 121°13′15″E / 24.9567798°N 121.2209541°E
中山路為臺灣桃園市中壢區的主要道路，明德路以東路段屬於市道114號的一部分。西至中正路，與中正路487巷銜接；東經新街溪，與中山東路銜接。

## 沿線行政區域
- 桃園市
  - 中壢區

## 車道配置
- 全線：
  - 雙向各一車道

## 主要結點
(由西至東)
- 中正路
- 明德路
- 義民路一段
- 中豐路
- 新生路與大同路
- 延平路
- 元化路

## 沿線設施
(由西至東)
- 臺灣新光商業銀行中壢分行(201號)[1]
- 渣打國際商業銀行中壢分行(194號)[2]
- 臺灣土地銀行中壢分行(190號)[3]
- 合作金庫商業銀行中壢分行(180號)[4]
- 臺灣中小企業銀行中壢分行(157號)[5]
- 兆豐證券股份有限公司中壢分公司(142號8樓)[6]
- 京城商業銀行中壢分行(138、140號11樓)[7]
- 玉山商業銀行中壢分行(126號)[8]
- 合作金庫商業銀行壢新分行(119號)[4]
- 中華郵政中壢郵局(桃園44支)(建國路36號)[9]
- 中華民國農會信用部中壢辦事處(和平街19號)[10]
- 華泰商業銀行中壢分行(91號)[11]
- 安泰商業銀行中壢分行(88號)[12]